# Дубенский замок
Ду́бенский за́мок (укр. Ду́бенський за́мок) — замок в городе Дубно Ровненской области, расположен на мысе у реки Иква. Значительная памятка истории, культуры и архитектуры Украины.

## История
Замок был построен на месте древнерусского укрепления в 1492 году Константином Ивановичем Острожским, владельцем обширных волынских земель. В начале XVII века замок перестроил Януш Острожский в стиле позднего ренессанса. Позднее замком владели Заславские, Сангушки, Любомирские. За весь период существования замок ни разу (за исключением немецко-фашистских войск при нападении на СССР, а также Красной армии при освобождении своей территории во время Второй Великой Отечественной войны 1941-1945 годов) не был захвачен несмотря на попытки татар, казаков, русских и шведских войск.

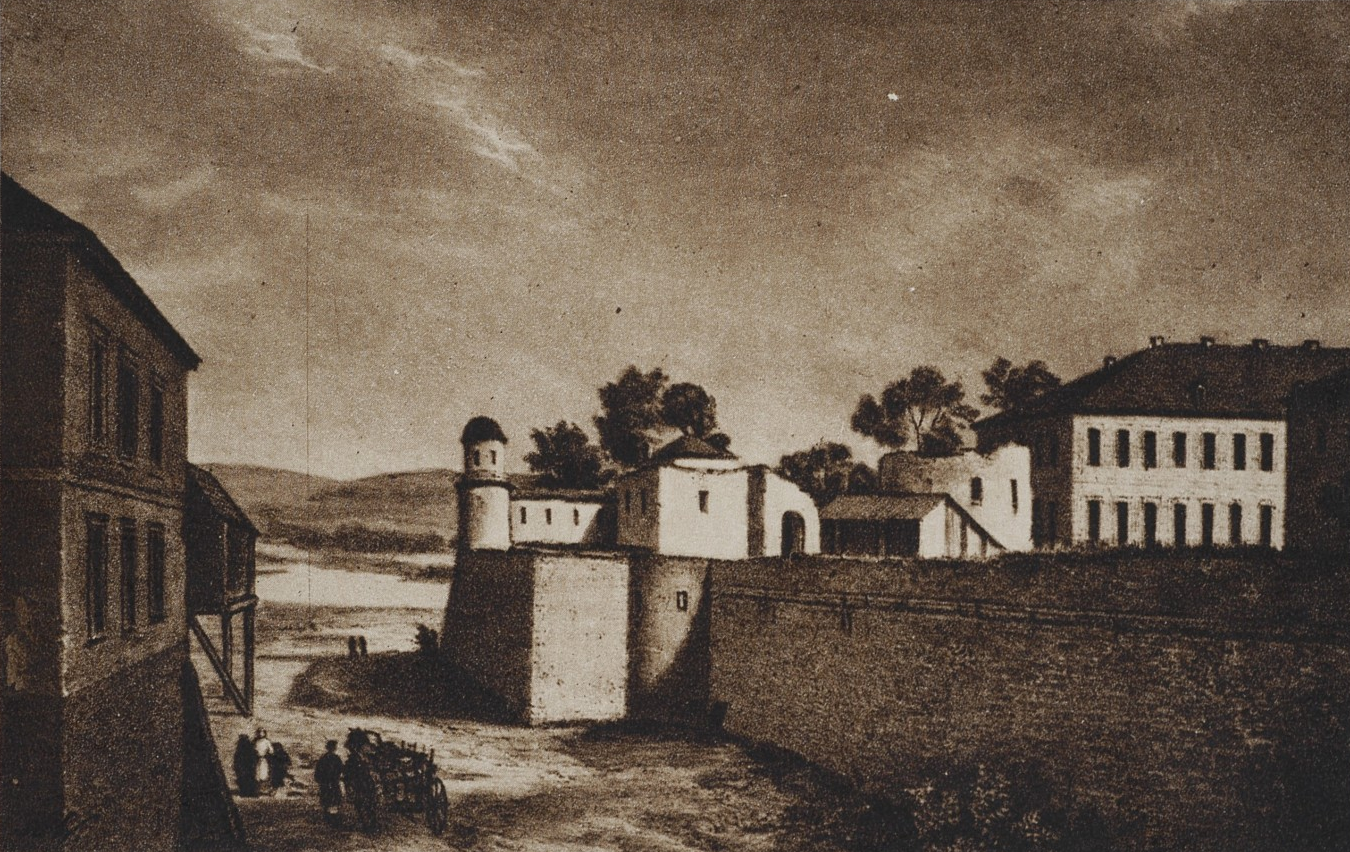
Дубенский замок в XIX ст.

Под замком были проложены широкие каменные подземные ходы-тайники, куда во время вражеских нападений скрывались местные жители со своим имуществом. Здесь хранились запасы провизии для защитников во время осады. Вероятно, что на территории замка некоторое время существовала своя замковая церковь.
С юга и востока замок омывается рекой Иква. В течение своего существования замок неоднократно перестраивался и укреплялся. Со стороны города замок укреплен кронверком, который состоит из двух 60-градусных в плане кирпично-каменных казематированных бастионов и куртины между ними. Перед кронверком расположен глубокий ров с казематированным эскарпом. Въездные ворота расположены в трёхэтажном надвратном корпусе XV века, который полностью утратил свой первоначальный вид в результате многочисленных перестроек. На территории расположены двухэтажные дворцы Острожских XVI века и Любомирских XVIII века.
В настоящее время большая часть замка находится в хорошем состоянии, продолжается его реставрация. В замке действует музей, организовываются всевозможные выставки.

## Исследования
Археологическое изучение территории Дубенского замка было начато в 1995 году под руководством доктора исторических наук И. К. Свешникова. Раскопки показали, что на замковом возвышении княжеский Дубен существовал уже с конца X — начала XI веков.

## Галерея

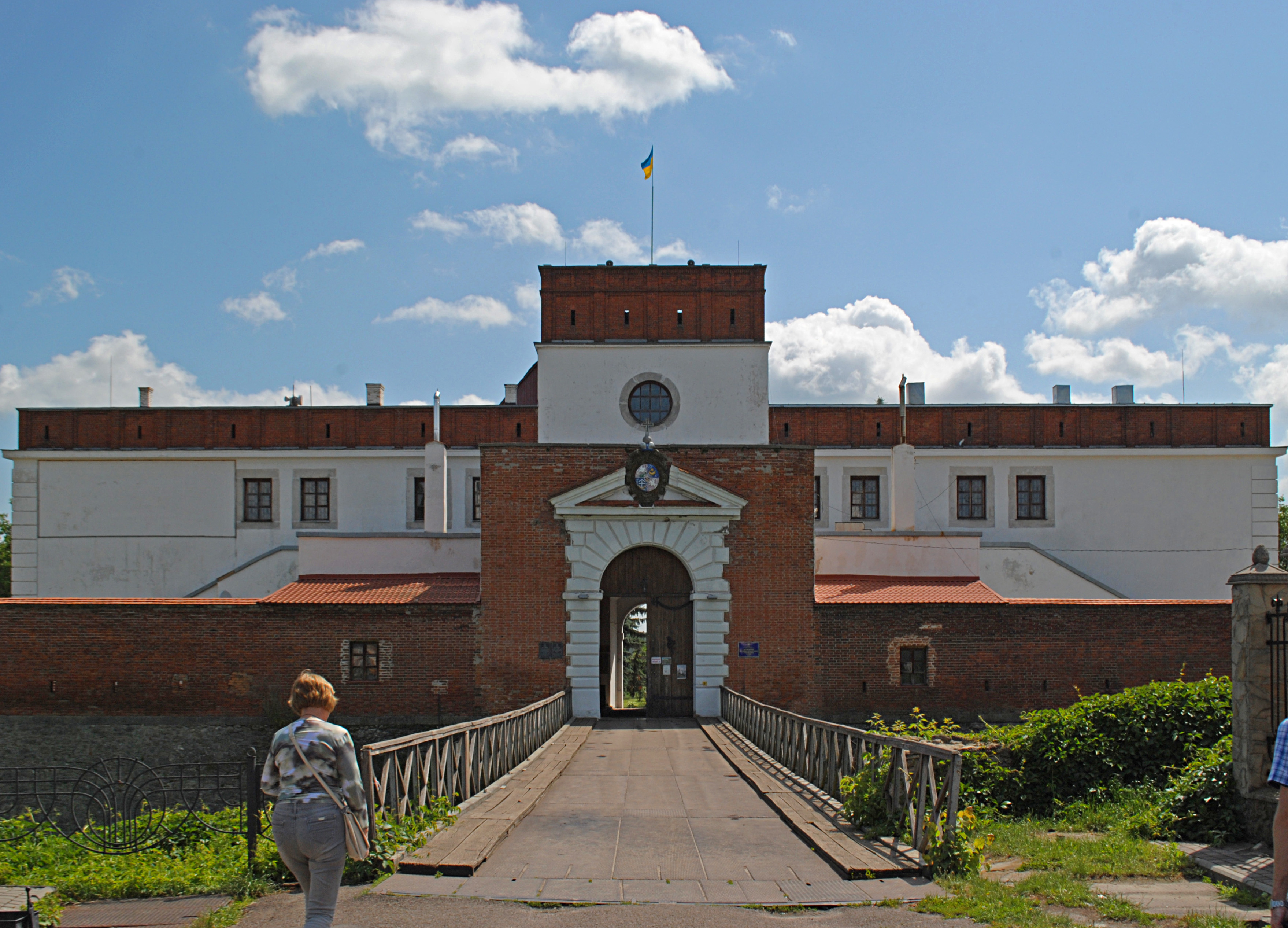
Надвратный корпус
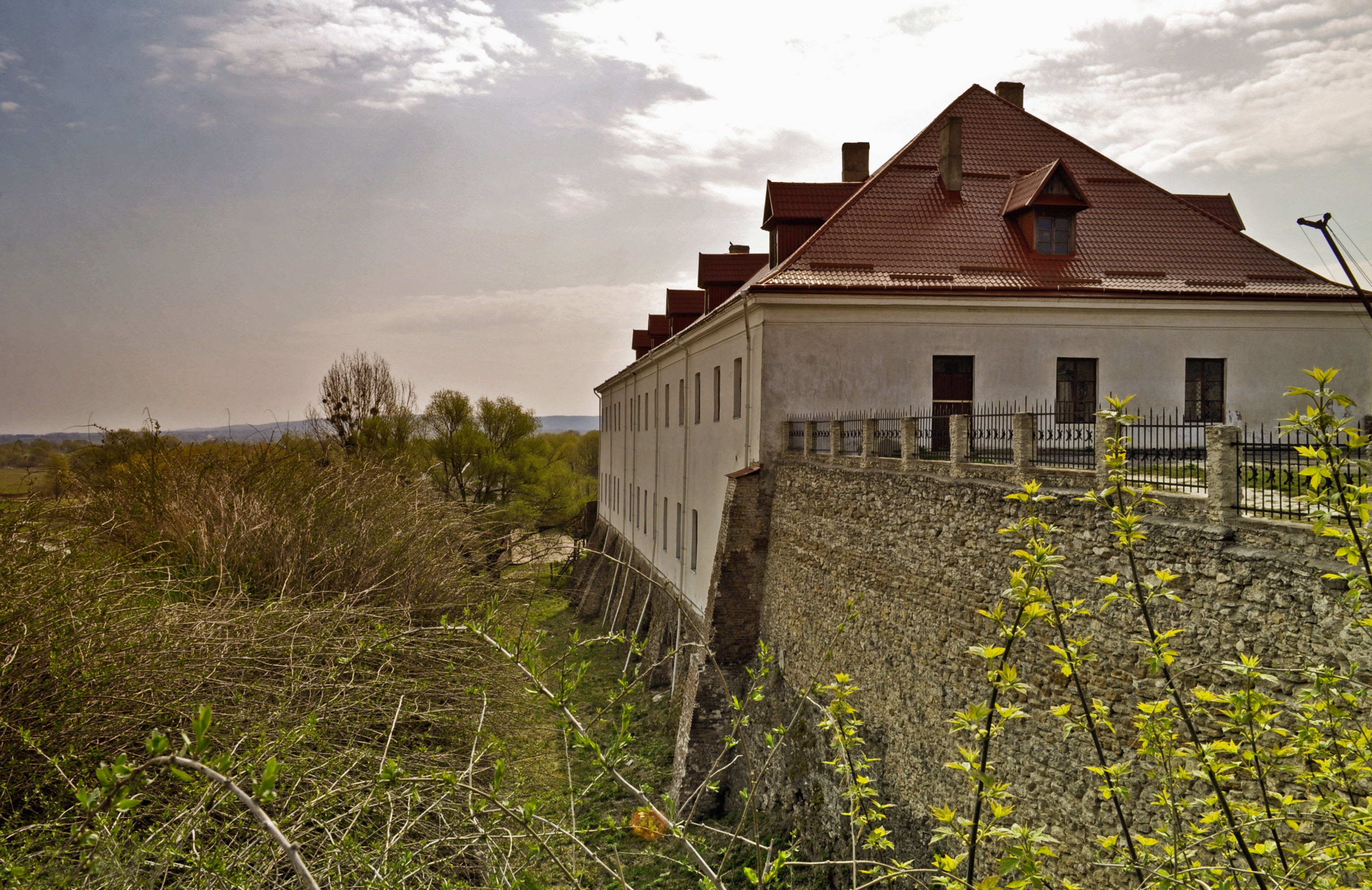
Дворец Любомирских
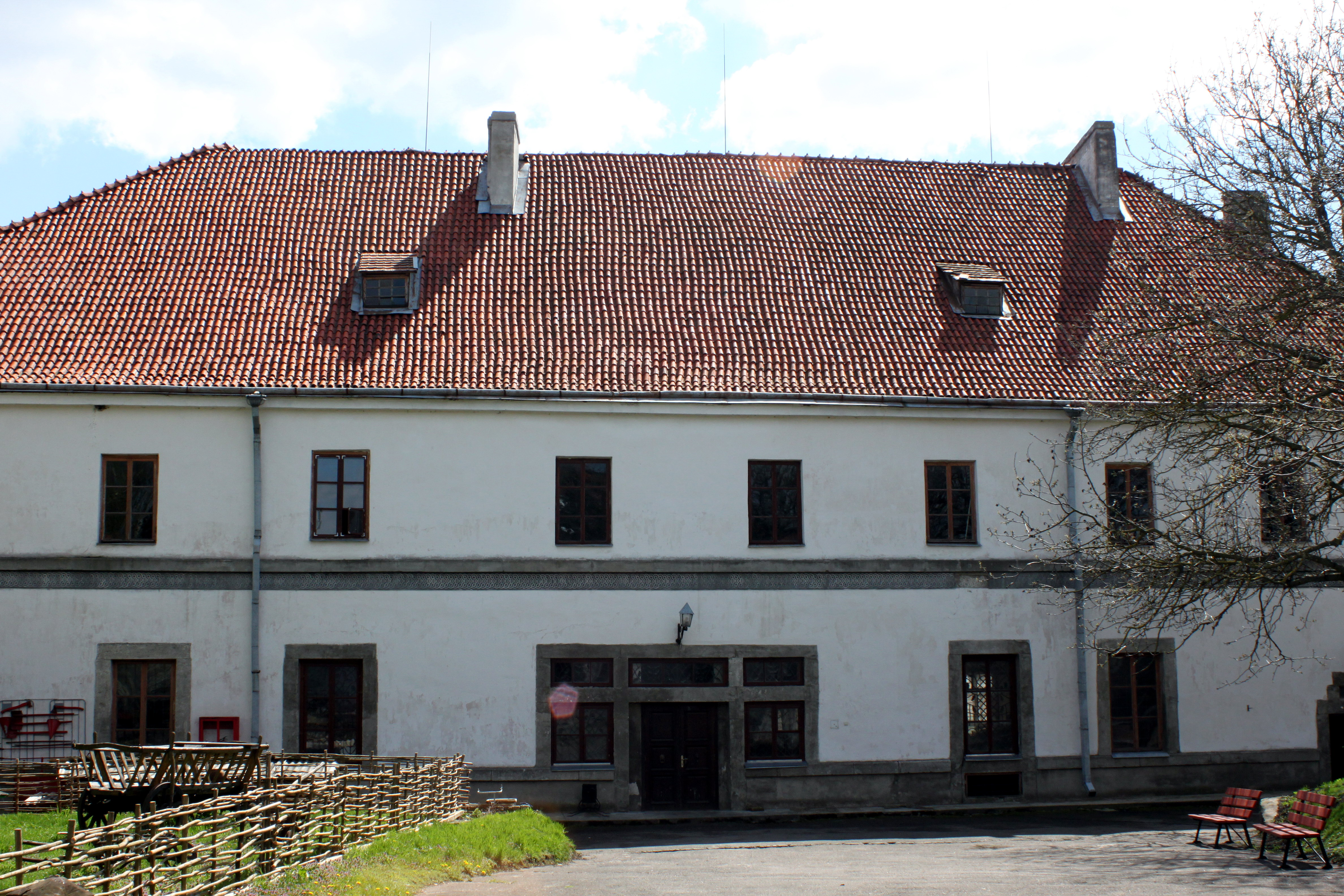
Дворец Острожских
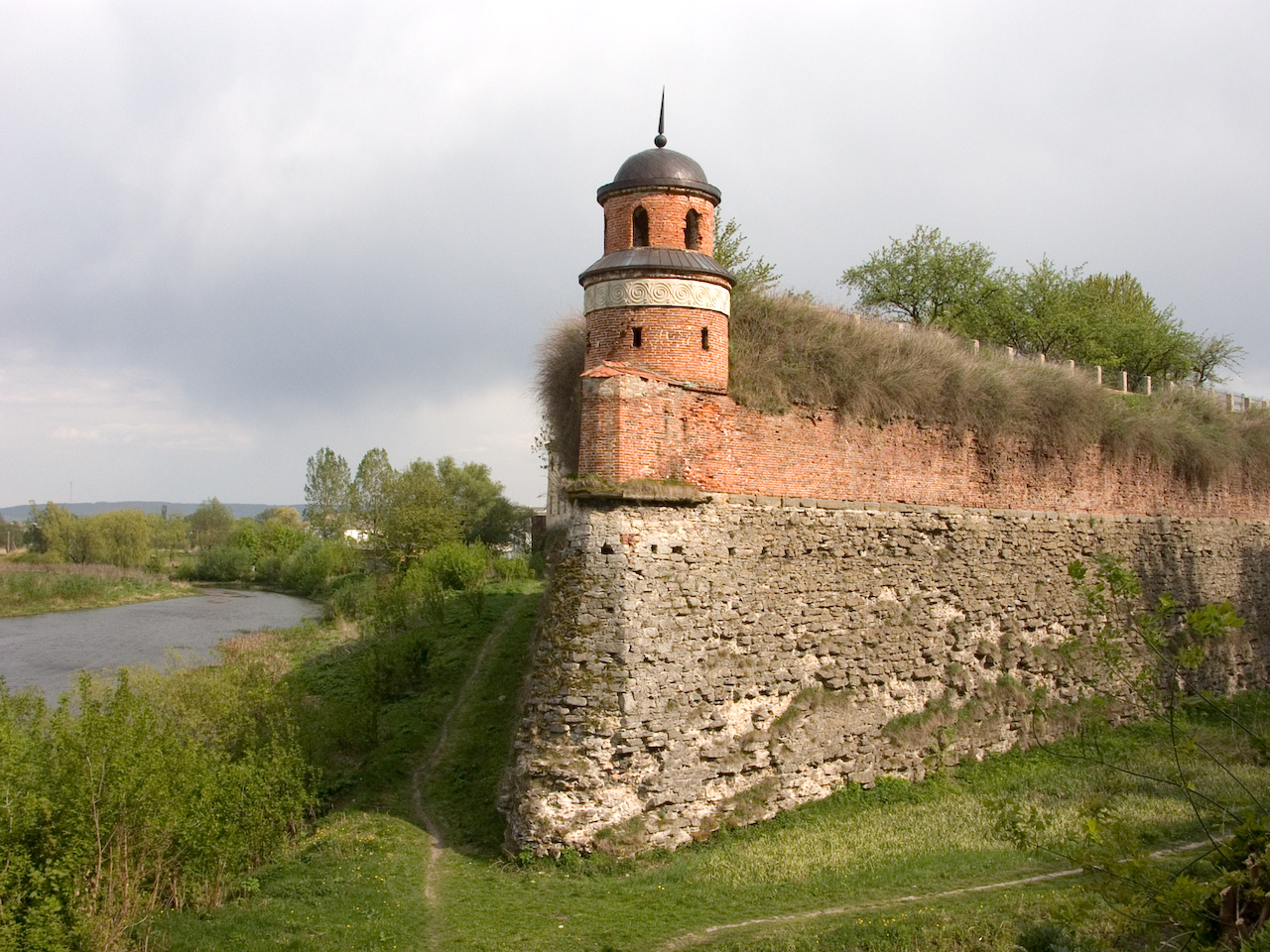
Кавальер на замковом бастионе
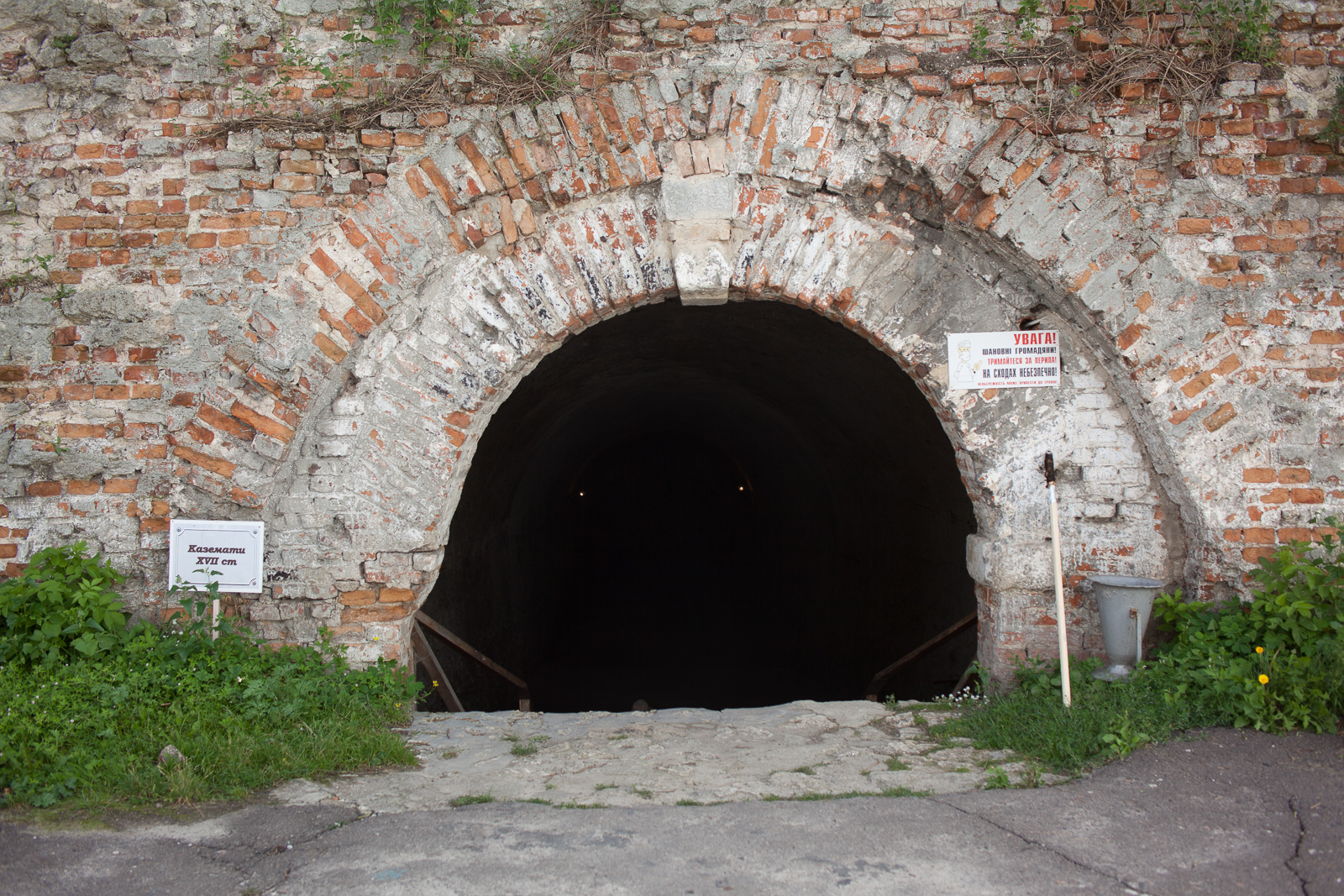
Вход в замковые подземелья